# 10709 Ottofranz
10709 Ottofranz (1982 BE1) là một tiểu hành tinh vành đai chính được phát hiện ngày 24 tháng 1 năm 1982 bởi E. Bowell ở theTrạm Anderson Mesa thuộc đài thiên văn Lowell. Nó được đặt tên cho nhà thiên văn học Otto G. Franz.